# Pacific Grove
Pacific Grove – miasto nadmorskie w Stanach Zjednoczonych, w stanie Kalifornia, w hrabstwie Monterey.
Według spisu ludności z 2020 roku, liczyło 15 090 mieszkańców. Pacific Grove znajduje się między Przylądkiem Pinos a Monterey.
Pacific Grove słynie z licznych wiktoriańskich domów, z których niektóre zostały przekształcone w pensjonaty typu bed-and-breakfast. Miasto jest miejscem, gdzie znajduje się Latarnia Morska Point Pinos, Muzeum Historii Naturalnej Pacific Grove oraz Centrum Konferencyjne Asilomar. Pisarz Robert Louis Stevenson często odwiedzał Pacific Grove i pisał o wizytach u strażnika latarni morskiej Allena Luce'a w 1879 roku. Autor John Steinbeck mieszkał w Pacific Grove przez wiele lat. Później, okolica była miejscem kręcenia filmu "A Summer Place" z udziałem Sandry Dee, filmu z 1989 roku "Turner & Hooch" w reżyserii Rogera Spottiswoode'a oraz serialu telewizyjnego "Big Little Lies".
12 października 1997 doszło tu do katastrofy lotniczej lotu LONG-EZ, w której zginął m.in. piosenkarz John Denver.